# كلية الدفاع الوطني الملكية الأردنية
كلية الدفاع الوطني الملكية الأردنية هي مؤسسة علمية أكاديمية عسكرية رائدة تُعنى بالأمن الوطني وقضايا الدفاع من خلال تطوير الفكر والإبداع وتكريس التفكير والتخطيط الإستراتيجي.

## المهمة
إعداد وتأهيل عناصر قيادية منتخبة من القطاعين المدني والعسكري في مجال الدراسات الدفاعية والإستراتيجية وتحليل العناصر المؤثرة في الأمن الوطني للعمل بالوظائف القيادية العليا على مستوى إدارة الدولة والقوات المسلحة ضمن إطار من الثوابت والمتغيرات. 

## الأهداف[3]
- تطوير الفكر الإستراتيجي ومهارات تصميم السياسات الوطنية لدى الدارسين.
- تعزيز القدرة على تقييم معاضل التخطيط الإستراتيجي للدفاع وتطوير منهجية إدارة الأزمات الوطنية .
- اعداد قيادات قادرة على دمج الجهود السياسية، العسكرية، الإقتصادية، العلمية في قضايا الدفاع والأمن ضمن إطار وطني شامل من خلال دراسة وتحليل عناصر القوة الوطنية المؤثرة في الأمن الوطني الأردني .
- تنمية معارف الدارسين في مجالات الإستراتيجية، فن إدارة الدولة، العلاقات الدولية، الاقتصاد الوطني والإدارة الإستراتيجية.
- تطوير فهم معاضل تخطيط الدفاع، وتوجيه الحرب والعواملالسياسية والإقتصادية والإجتماعية التيتؤثرعلى السياسة الدفاعية والإستراتيجية العسكرية.
- تطوير المعرفة الاحترافية للضباط وتوسيع مداركهم فيما يتعلق بالتخطيط الاستراتيجي العسكري والمعاضل المتعلقة باستراتيجية العمليات.